# Empire Awards per il miglior attore britannico
Gli Empire Award per il miglior attore britannico è un riconoscimento cinematografico inglese, votato dai lettori della rivista Empire. 
Il premio viene consegnato annualmente dal 1996 al 2005.

## Vincitori e candidati
I vincitori sono indicati in grassetto.

### 1990
- 1996
  - Ewan McGregor - Piccoli omicidi tra amici (Shallow Grave)

- 1997
  - Ewan McGregor - Trainspotting

- 1998
  - Ewan McGregor - Una vita esagerata (A Life Less Ordinary)

- 1999
  -  Peter Mullan - My Name Is Joe
  - Ewan McGregor - Velvet Goldmine 
  - Bob Hoskins - Ventiquattrosette (Twenty Four Seven)
  - Joseph Fiennes - Elizabeth
  - Gary Oldman - Lost in Space - Perduti nello spazio (Lost in Space)

### 2000
- 2000
  - Hugh Grant - Notting Hill

- 2001
  - Vinnie Jones - Snatch - Lo strappo (Snatch) 
  - Christian Bale - American Psycho
  - Robert Carlyle - Le ceneri di Angela (Angela's Ashes)
  - Michael Caine - Le regole della casa del sidro (The Cider House Rules)
  - Jude Law - Il talento di Mr. Ripley (The Talented Mr. Ripley)

- 2002
  - Ewan McGregor - Moulin Rouge!
  - Hugh Grant - Il diario di Bridget Jones (Bridget Jones's Diary) 
  - Tim Roth - Planet of the Apes - Il pianeta delle scimmie (Planet of the Apes)
  - Sean Bean - Il Signore degli Anelli - La Compagnia dell'Anello  (Lord of the Rings: The Fellowship of the Ring)
  - Ian McKellen - Il Signore degli Anelli - La Compagnia dell'Anello  (Lord of the Rings: The Fellowship of the Ring)

- 2003
  - Hugh Grant - About a Boy - Un ragazzo (About a Boy)
  - Steve Coogan - 24 Hour Party People
  - Ian McKellen - Il Signore degli Anelli: Le due Torri (The Lord of the Rings: The Two Towers)
  - Andy Serkis - Il Signore degli Anelli: Le due Torri (The Lord of the Rings: The Two Towers)
  - Jude Law - Era mio padre (Road to Perdition)

- 2004
  - Andy Serkis - Il Signore degli Anelli - Il ritorno del re (The Lord of the Rings: The Return of the King)
  - Jude Law - Ritorno a Cold Mountain (Cold Mountain)
  - Orlando Bloom - Il Signore degli Anelli - Il ritorno del re (The Lord of the Rings: The Return of the King)
  - Ian McKellen - Il Signore degli Anelli - Il ritorno del re (The Lord of the Rings: The Return of the King)
  - Ewan McGregor - Young Adam

- 2005
  - Paddy Considine - Dead Man's Shoes
  - Rhys Ifans - L'amore fatale (Enduring Love)
  - Daniel Craig - The Pusher (Layer Cake)
  - Simon Pegg - L'alba dei morti viventi (Shaun of the Dead)
  - Paul Bettany - Wimbledon